# Зимна Вода (гміна Кшивда)
Зимна Вода (пол. Zimna Woda) — село в Польщі, у гміні Кшивда Луківського повіту Люблінського воєводства.
Населення — 441 особа (2011).
У 1975-1998 роках село належало до Седлецького воєводства.

## Демографія
Демографічна структура станом на 31 березня 2011 року:
|          | Загалом | Допрацездатний вік | Працездатний вік | Постпрацездатний вік |
| -------- | ------- | ------------------ | ---------------- | -------------------- |
| Чоловіки | 232     | 53                 | 149              | 30                   |
| Жінки    | 209     | 47                 | 108              | 54                   |
| Разом    | 441     | 100                | 257              | 84                   |